# Auriculella
Auriculella é um género de gastrópode  da família Achatinellidae.
Este género contém as seguintes espécies:
- Auriculella auricula
- Auriculella ambusta
- Auriculella brunnea
- Auriculella castanea
- Auriculella canalifera
- Auriculella cerea
- Auriculella crassula
- Auriculella diaphana
- †Auriculella expansa
- Auriculella perpeusilla
- Auriculella flavida
- Auriculella malleata
- Auriculella minuta
- Auriculella newcombi
- Auriculella perpusilla
- Auriculella perversa
- Auriculella pulchra
- Auriculella olivacea
- Auriculella tenella
- †Auriculella uniplicata